# Stomatologie

Secțiune longitudinală printr-un molar:
1. Dinte 2. Smalț 3. Dentină 4. Pulpă dentală 5. Pulpă camerală 6. Rădăcina pulpei 7. Cementum (Ciment) 8. Coroană dentară 9. Cusp 10. Sulcus 11. Colet (stomatologie) 12. Rădăcină 13. Furcație 14. Rădăcina apexului 15. Foramenul apical 16. Sulcus gingivae
17. Periodonțiu 18. Gingie 19. liber sau interdental 20. marginal 21. alveolar 22. Ligamentul periodontal 23. Os alveolar 24. Vase și nervi 25. N. dental 26. N. periodontal 27. Canalele alveolare

Stomatologia este știința care se ocupă cu studiul formațiunilor anatomice și cu tratarea bolilor care apar la nivelul cavității orale. Formațiunile anatomice care fac obiectul stomatologiei sunt grupate sub numele de aparat dento-maxilar.
Numele provine de la stoma (gură) și logos (știință). De fapt, în cursul dezvoltării ontogenetice (a fiecărui individ din stadiul de ou în stadiul de făt) apare la un moment dat stomodeumul, orificiul primordial.
În altă definiție, stomatologia este parte componentă a domeniului științific medicină care se ocupă de cercetarea etiologiei, patogeniei, clinicii, diagnosticului, tratamentului și profilaxiei afecțiunilor organelor și sistemelor teritoriului oro-maxilo-facial al organismului uman, la baza căreia stau metodele stomatologice de tratament și totodată se ocupă și de elaborarea lor.